# Клас 90
„Клас 90“ е български трагикомичен филм от 2024 г. на режисьора Бойко Боянов в неговия дебют, който е съсценарист със Станислав Тодоров – Роги. Оператор е Мартин Балкански, а музиката е композирана от Румен Бояджиев. Във филма участват Любомир Нейков, Людмила Митева Даскалова, Роберт Янакиев, Георги Златарев, Катрин Йене, Параскева Джукелова, Биляна Петринска, Надя Конакчиева, Елена Атанасова, Стефка Янорова, Стефан Денолюбов и Юлиан Вергов. Филмът е продуциран от „Мирамар Филм“.

## Маркетинг
Първият официален тийзър излиза на 3 октомври 2024 г., а целият трейлър излиза на 26 ноември 2024 г.

## Премиера
Премиерата на филма се състои на фестивала „Златна роза“ на 25 септември 2024 г. и излиза по кината на 24 януари 2025 г. в разпространение от „Форум Филм България“.